# Stephanie Graf
Stephanie Graf (Klagenfurt am Wörthersee, 26 aprile 1973) è un'ex mezzofondista austriaca.

## Palmarès

### Giochi olimpici
- 1 medaglia:
  - 1 argento (Sydney 2000 negli 800 metri piani)

### Mondiali
- 1 medaglia:
  - 1 argento (Edmonton 2001 negli 800 metri piani)

### Europei
- 1 medaglia:
  - 1 bronzo (Budapest 1998 negli 800 metri piani)

## Riconoscimenti
- Atleta europea dell'anno (2001)